# Mesocyclops ogunnus
Mesocyclops ogunnus – gatunek widłonoga z rodziny Cyclopidae. Nazwa naukowa tego gatunku skorupiaków została opublikowana w 1957 roku przez nigeryjskiego zoologa Sanyę Dojo Onabamiro (1913–1985).